# Закшев (Радинський повіт)
Закшев (пол. Zakrzew) — село в Польщі, у гміні Улян-Майорат Радинського повіту Люблінського воєводства.
Населення — 281 особа (2011).
У 1975-1998 роках село належало до Білопідляського воєводства.

## Демографія
Демографічна структура станом на 31 березня 2011 року:
|          | Загалом | Допрацездатний вік | Працездатний вік | Постпрацездатний вік |
| -------- | ------- | ------------------ | ---------------- | -------------------- |
| Чоловіки | 144     | 38                 | 86               | 20                   |
| Жінки    | 137     | 33                 | 74               | 30                   |
| Разом    | 281     | 71                 | 160              | 50                   |